# Československo na Zimních olympijských hrách 1952
Československo na Zimních olympijských hrách v Oslu v roce 1952 reprezentovalo 22 sportovců, z toho ani jedna žena. Nejmladším účastníkem byl hokejista Vlastimil Bubník (20 let, 335 dní), nejstarším pak běžec na lyžích František Balvín (36 let, 106 dní). Reprezentanti nevybojovali žádnou medaili.

## Seznam všech zúčastněných sportovců
| Číslo | Jméno             | Pohlaví | Věk | Sport                             |
| ----- | ----------------- | ------- | --- | --------------------------------- |
| 1     | František Balvín  | Muž     | 36  | Běh na lyžích                     |
| 2     | Slavomír Bartoň   | Muž     | 26  | Lední hokej                       |
| 3     | Miloslav Blažek   | Muž     | 29  | Lední hokej                       |
| 4     | Václav Bubník     | Muž     | 26  | Lední hokej                       |
| 5     | Vlastimil Bubník  | Muž     | 20  | Lední hokej                       |
| 6     | Jaroslav Cardal   | Muž     | 32  | Běh na lyžích                     |
| 7     | Miloslav Charouzd | Muž     | 23  | Lední hokej                       |
| 8     | Bronislav Danda   | Muž     | 22  | Lední hokej                       |
| 9     | Karel Gut         | Muž     | 24  | Lední hokej                       |
| 10    | Vlastimil Hajšman | Muž     | 23  | Lední hokej                       |
| 11    | Štefan Kovalčík   | Muž     | 30  | Běh na lyžích                     |
| 12    | Jan Lidral        | Muž     | 22  | Lední hokej                       |
| 13    | Vlastimil Melich  | Muž     | 23  | Běh na lyžích, Severská kombinace |
| 14    | Miroslav Nový     | Muž     | 21  | Lední hokej                       |
| 15    | Miloslav Ošmera   | Muž     | 28  | Lední hokej                       |
| 16    | Zdeněk Pýcha      | Muž     | 25  | Lední hokej                       |
| 17    | Miroslav Rejman   | Muž     | 26  | Lední hokej                       |
| 18    | Jan Richter       | Muž     | 28  | Lední hokej                       |
| 19    | Oldřich Sedlák    | Muž     | 29  | Lední hokej                       |
| 20    | Jiří Sekyra       | Muž     | 22  | Lední hokej                       |
| 21    | Vladimír Šimůnek  | Muž     | 24  | Běh na lyžích                     |
| 22    | Jozef Záhorský    | Muž     | 23  | Lední hokej                       |